# Francisco II das Duas Sicílias
Francisco II (em italiano: Francesco d'Assisi Maria Leopoldo; Nápoles, 16 de janeiro de 1836 – Arco, 27 de dezembro de 1894) foi o último Rei das Duas Sicílias de 1859 até ser deposto em 1861 ao ser anexado pelo Reino da Sardenha, marcando o primeiro grande evento da unificação italiana. Era o único filho do rei Fernando II e sua primeira esposa Maria Cristina de Saboia. Francisco vagou por vários países após sua deposição, passando pelos Estados Papais, Espanha, França, Baviera e Áustria-Hungria, onde morreu em 1894 aos 58 anos de idade.

## Biografia
Filho de Fernando II das Duas Sicílias, e de sua primeira esposa Maria Cristina de Saboia (filha do rei Vítor Emanuel I de Saboia, e que morreu ao dar à luz), seria o quinto e último rei a assumir o trono napolitano. Quando jovem foi mantido longe dos negócios de Estado, algo que o privou da necessária competência militar, na qual que demonstrou  em várias ocasiões ser o inverso do pai.[carece de fontes?]
Casou-se em 1859 com Maria Sofia da Baviera, irmã da imperatriz Isabel da Áustria (mais conhecida pela alcunha de "Sissi"), esposa do imperador da Áustria, Francisco José I, da qual era mais nova cinco anos e possuía um temperamento em tudo oposto ao seu. Segundo alguns, o matrimônio foi consumado apenas um mês mais tarde, graças à intervenção do padre Borrelli, porque Francisco II era por demais religioso: entrava no quarto de sua esposa apenas depois de esta já ter adormecido e de lá se retirava com a manhã ainda por vir.

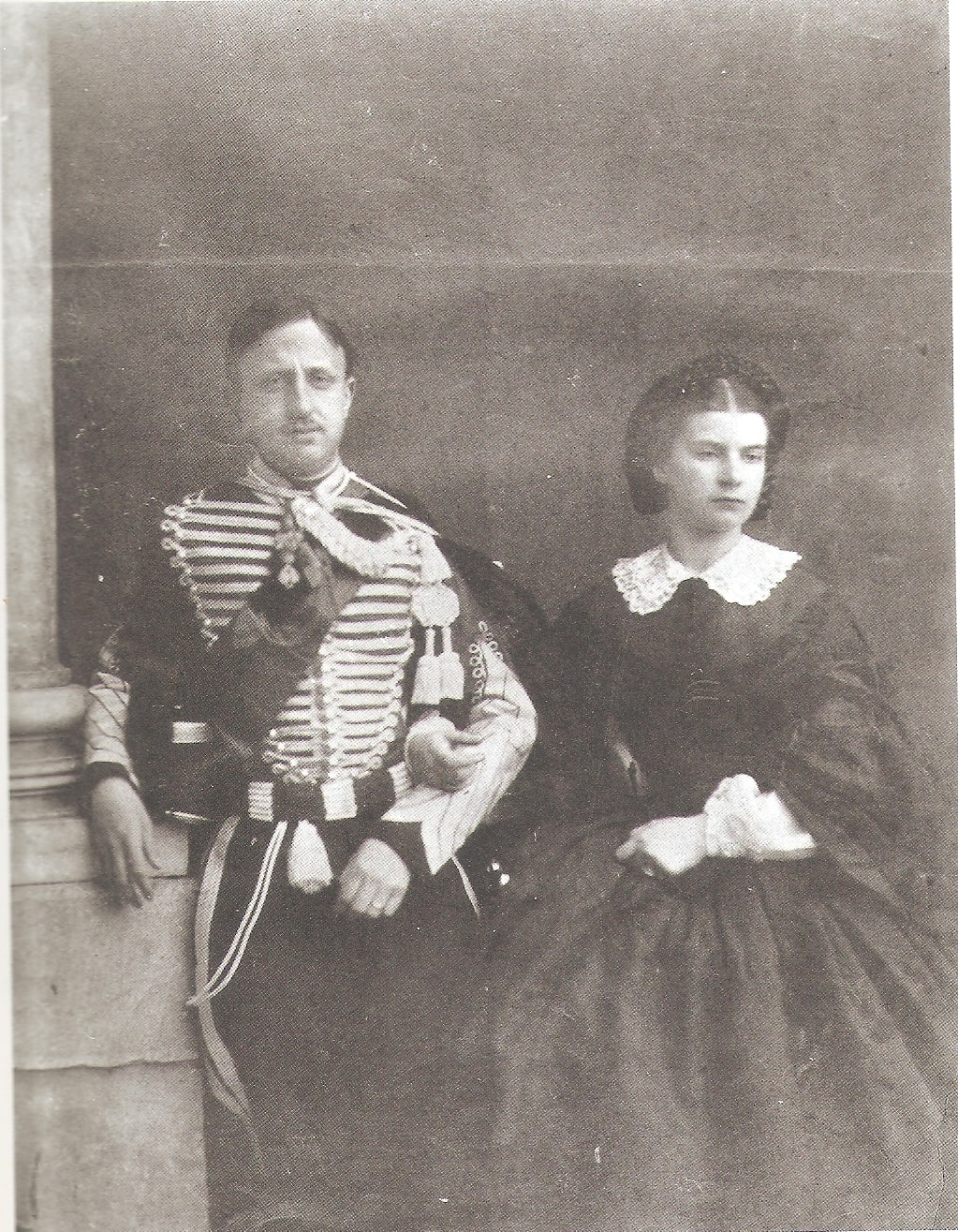
Francisco II e sua esposa Maria Sofia da Baviera

Ascendeu ao trono com a morte do pai, seguindo inicialmente seu direcionamento político. Na política interna, Francisco, apesar de reinar por pouco mais de um ano como soberano de Nápoles, teve tempo para encetar várias reformas: concedeu mais autonomia às comunas, emanou anistias, nomeou uma comissão encarregada de estudar a melhoria das condições dos prisioneiros nas casas de detenção, diminuiu o imposto territorial, reduziu as taxas alfandegárias, fez abrir casas de câmbio na Calábria e em Chieti. Por outro lado, como estava em curso uma enorme carestia, ordenou a compra de trigo no estrangeiro para revender a baixo custo à população e dar de graça àqueles mais necessitados, ampliou a rede ferroviária do reino (estradas Nápoles-Foggia, Foggia-Capo d'Otranto, Palermo-Messina-Catânia). Por último, até mesmo em 1862, quando já estava exilado em Roma, enviou uma grande soma em ajuda aos napolitanos vitimados por uma erupção do Vesúvio.
Na política externa, depois de um inicial alinhamento com as posições conservadoras da Áustria, em consequência do Risorgimento, com o desembarque de Giuseppe Garibaldi na Sicília e de seu rápido avanço, fez muitas concessões liberais, sob orientação de seu primeiro-ministro Filangieri, tendo inclusive chegado a anunciar a promulgação de uma constituição e a adoção da bandeira tricolor (ato soberano de 25 de maio de 1860). No precipitar dos acontecimentos tentou uma aliança com seu primo, Vítor Emanuel II de Saboia (junho-julho de 1860), que a refutou.

## Derrubada
Os Bourbons foram informados do início da Expedição dos Mil, tanto do dia de sua partida, como do local presumido para desembarque. Mas, por dispor de uma frota de 14 navios militares que encontravam-se na costa do reino, os mil não foram detidos. A expedição impressionou seus contemporâneos pela rapidez de sua primeira conquista pela disparidade, ao menos no início, das forças em campo.
Na Batalha de Calatafimi, cerca de três mil soldados napolitanos bateram em retirada praticamente sem combaterem, após uma escaramuça inicial. Quando Garibaldi passou na Calábria, estavam ali estacionados cerca de 12 mil soldados, cerca de 10 mil se renderam sem que fosse disparado um só tiro. Ao comando da armada estava o general de brigada Landi que, por ordem de Francisco II, foi deposto e "confinado" na ilha de Ísquia. Todavia, depois da anexação do Reino das Duas Sicílias ao novo Reino de Itália, Landi foi promovido a general de corpo da armada e foi para a reserva com uma pensão paga pela nova administração.
Entretanto, enquanto o primo Vítor Manuel II jurava amizade a Francisco II e condenava a empresa de Garibaldi, Cavour dava ordens ao general Cialdini para partir até Nápoles com o exército sardo-piemontês para empossar-se das Duas Sicílias, e ordenava ao almirante Persano para acompanhar à distância a empresa de Garibaldi.
Depois de perdida a Sicília, e diante da aproximação de Garibaldi e seguindo o conselho do ministro do interior Libório Romano, que já estava comprometido com os piemonteses, o rei abandonou Nápoles sem combater, facilitando de fato a conquista de Garibaldi, e reforçou sua linha inicial, indo com a esposa para Gaeta, onde o exército meridional defendeu-se valorosamente por três meses contra os ataques, primeiro do exército garibaldino, depois do exército piemontês, comandado pelo general Enrico Cialdini. O assédio a Gaeta teve início a 13 de novembro de 1860 e foi conduzido de forma bastante dura. Depois da capitulação de Gaeta (13 de fevereiro de 1861) Francisco e sua mulher recolheram-se no exílio em Roma pelo mar.

## Exílio
Em Roma, Francisco II foi primeiro hóspede do Papa Pio IX no Palácio do Quirinal, passando depois ao Palácio Farnese, herdado de sua avó Elisabeth.
Permaneceu em Roma até a ocupação pelas tropas unitárias em 1870, empreendendo algumas tentativas de organizar uma resistência armada no seu ex-reino, para estabelecer-se definitivamente então - salvo breves viagens à Áustria-Hungria e à Baviera em visita a parentes de sua mulher - de 1870 em diante mudou-se para Paris, onde viveu com grande economia porque o Reino de Itália havia confiscado todos os bens dos Bourbons, propondo sua restituição apenas quando Francisco II renunciasse a todas as pretensões sobre o trono das Duas Sicílias, coisa que nunca aceitou, respondendo indignado: "A minha honra não se vende".
No Natal de 1869, durante a breve estada romana, Francisco e Maria Sofia tiveram uma filha, Maria Cristina, que veio a falecer logo mais, aos três meses de vida, em março de 1870.
Morreu em 1894, nos "Banhos de Arco" ( Arco), no Trentino (ainda possessão austríaca), em uma de suas viagens para tratamento nas águas termais.
Depois da morte de Francisco II, Maria Sofia esperou pela restauração do Reino das Duas Sicílias, tendo freqüentado os exilados socialistas e anarquistas. Mais de uma fonte  colocam-na como inspiradora dos terroristas Passanante e Bresci. Ela faleceu em 18 de janeiro de 1925, em Mônaco.
Os restos mortais de Francisco II, de Maria Sofia e da pequena filha Maria Cristina, última família real napolitana, foram reunidos depois de várias vicissitudes e repousam na Igreja de Santa Clara, em Nápoles, desde 18 de março de 1984, quando foram para ali trazidos solenemente, diante de uma multidão que aplaudia.

## Curiosidades
Na retórica do Risorgimento, enquanto Vítor Emanuel II era chamado de "o rei galante", Cavour como "o urdidor", Giuseppe Garibaldi de "herói dos dois mundos", Cialdini "o general de ferro" e Nino Bixio "o libertador", ao ex-soberando das Duas Sicílias, derrotado e destronado, coube uma sorte bem diversa: o infeliz Francisco II passou tristemente à história com o apelido de "Francisquinho" (Franceschiello - então um modo usado para indicar um soldado que se manobra, ou pessoa incapaz e indisciplinada).